# Françoise Pérus
Françoise Pérus, llamada Francoise Perus (Le Puy-en-Velay, 23 de noviembre de 1936 -Ciudad de México, 24 de junio de 2025) fue una crítica literaria francesa, que se estableció y desarrolló su carrera en México.

## Primeros años
Fue hija de Jean Pérus (Rocroi, 1908-Versalles, 1996), crítico literario francés especializado en literatura rusa y soviética, por la universidad de Clermont-Ferrand (Auvernia-Ródano-Alpes) y en la Escuela Normal Superior de Fontenay, y Legión de Honor y Medalla a la Resistencia a la ocupación nazi, al término de la Segunda Guerra Mundial.

## Carrera
En 1963, a la edad de 27 años, Perus llegó a América Latina, donde vivió en Ecuador, Chile y México, donde trabajó poco más de 50 años en la Universidad Nacional Autónoma de México.
En 1981, obtuvo la maestría en Letras Hispánicas por la Universidad Paul Valéry de Montpellier (Francia).
En 1976 y 1981, Francoise Perus ganó el Premio Casa de las Américas de Cuba, con los libros Literatura y sociedad en América Latina: el modernismo e Historia y crítica literaria: el realismo social y la crisis de la dominación oligárquica, respectivamente.
Perus trabajó sobre literatura colombiana, lo que dio por resultado el libro De selvas y selváticos: ficción autobiográfica y poética narrativa en Jorge Isaacs y José Eustasio Rivera (Uniandes/Universidad Nacional de Colombia/Plaza &Janés, 1998) y mexicana en particular, en Juan Rulfo: el arte de narrar (RM/UNAM/Fundación Rulfo, 2012). Entre los autores sobre los cuales publicó la crítica literaria se encuentran, en la colección Archivos de la UNESCO, Rómulo Gallegos ("Canaima") y Agustín Yañez ("Al filo del agua"), y en otros artículos, los mexicanos Rosario Castellanos, Luis Arturo Ramos, José Vasconcelos y Mariano Azuela, los ecuatorianos Jorge Icaza y Benjamín Carrión, los cubanos José Martí, Alejo Carpentier y José Soler Puig, el colombiano Gabriel García Márquez, el chileno Pablo Neruda, los peruanos César Vallejo, José Carlos Mariátegui y José María Arguedas, el panameño Joaquín Beleño, los argentinos Domingo F. Sarmiento y Julio Cortázar y sobre el también crítico literario peruano Antonio Cornejo Polar,  a quien prologó un conjunto de entrevistas, además del crítico franco-español Amadeo López. Poco antes de fallecer, se encontraba trabajando sobre la tercera parte de su obra y, entre otros, sobre Vallejo y Edouard Glissant, autor martiniqués de cuya poética ya se había ocupado la autora.
Trabajó en el plano teórico sobre la ideología y las prácticas discursivas; tuvo influencia de Michel Pécheux y Mijaíl Bajtín y se orientó hacia problemas de forma artística para leer textos literarios. Dejó un libro de análisis de la crítica literaria latinoamericana al uso, Transculturaciones en el aire: en torno a la cuestión de la forma artística en la crítica de la narrativa latinoamericana (CIALC-UNAM, 2019).
La autora realizó dos antologías, una para el Instituto Mora, de México, Historia y Literatura (1994) y otra para el IISUNAM, La historia en la ficción y la ficción en la historia (2009).Conjugó la investigación con la docencia en la UNAM, en universidades de México como la de Sonora y la Veracruzana, El Colegio de México, Colombia (Santander en Bucaramanga), Venezuela (Cumaná) y Quito, en el Ecuador, además de Canadá (Montréal) y Estados Unidos (California: San Diego, Stanford, Southern California-Los Angeles), en los años '80.
Falleció el 24 de junio de 2025 en la Ciudad de México, a consecuencia de la ruptura de un aneurisma aórtico abdominal.

## Obras
- Literatura y sociedad en América Latina: el modernismo.(1976)
- Historia y crítica literaria: el realismo social y la crisis de la dominación oligárquica (1981)
- De selvas y selváticas: ficción autobiográfica y poética narrativa en Jorge Isaacs y José Eustasio Rivera (1998)
- Juan Rulfo: el arte de narrar (2012)
- Transculturaciones en el aire:: en torno a la cuestión de la forma artística en la crítica de la narrativa hispanoamericana (2019)
- Historia y Literatura. (1994) (Antología)
- La historia en la ficción y la ficción en la historia. (2009) (Antología).